# Oscar Henrik Carlgren
Pour les articles homonymes, voir Carlgren.
Oscar Henrik Carlgren, né le 1er décembre 1865 et mort le 10 août 1954, est un zoologiste suédois.
Carlgren étudia de 1884 à 1893 à l’université d'Uppsala où il obtint un doctorat avec une thèse consacrée aux Actinies du nord. Il travaille sur les cnidaires.
Il fut privat-docent de l'Université de Stockholm et en 1902 prosecteur à l’Institut d’anatomie animale. Au cours de cette période, il effectua de multiples excursions en Allemagne et en Italie. De 1912 à 1930, il détint la chaire de zoologie de l’université de Lund.
Carlgren était un expert des coraux, et en particulier des anémones de mer (Actiniaria), dont il fit une étude très poussée. Il analysa également en détail la physiologie de toute une série d'autres animaux inférieurs. Il consacra ses dernières années aux capacités de régénération des radiaires.
Oskar Carlgren fut élu à l'Académie royale des sciences de Suède en 1908 et devint membre de la Société royale de physiographie de Lund en 1913.